# Rendimiento químico
En química, el rendimiento, también referido como rendimiento químico y rendimiento de reacción, es la cantidad de producto obtenido en una reacción química. El rendimiento absoluto puede ser dado como la masa en gramos o en moles (rendimiento molar). El rendimiento fraccional, rendimiento relativo o rendimiento porcentual, que sirve para medir la efectividad de un procedimiento de síntesis, es calculado al dividir la cantidad de producto obtenido en moles por el rendimiento teórico en moles:

{\displaystyle {\rm {{rendimiento\ fraccional}={\frac {rendimiento\ real}{rendimiento\ te{\acute {o}}rico}}}}}

El rendimiento porcentual se obtiene dividiendo el rendimiento real entre el rendimiento teórico y multiplicado por 100%.
El rendimiento real es el resultado que la reacción química en verdad produce con todos los factores que se encuentren en el ambiente, se puede acercar al 100%, pero nunca llegar a esa cifra.
Rendimiento teórico es el resultado que se calcula cuando la reacción se hace totalmente, se busca el reactivo límitante, con el cual ya podemos encontrar el total de la reacción, si el reactivo límitante se consume totalmente.
Uno o más reactivos en una reacción química suelen ser usados en exceso. El rendimiento teórico es calculado basado en la cantidad molar del reactivo limitante, tomando en cuenta la estequiometría de la reacción. Para el cálculo, se suele asumir que hay una sola reacción involucrada. 
El rendimiento teórico o ideal de una reacción química debería ser el 100%, un valor que es imposible alcanzar en la mayoría de puestas experimentales. De acuerdo con Vogel, los rendimientos cercanos al 100% son denominados cuantitativos, los rendimientos sobre el 90% son denominados excelentes, los rendimientos sobre el 80% muy buenos, sobre el 70% son buenos, alrededor del 50% son regulares, y debajo del 40% son pobres. Los rendimientos parecen ser superiores al 100% cuando los productos son impuros. Los pasos de purificación siempre disminuyen el rendimiento, y los rendimientos reportados usualmente se refieren al rendimiento del producto final purificado.